# Cytisine
La cytisine est un alcaloïde de la famille des pyridines et est utilisée dans le sevrage du tabagisme.

## Historique
La molécule a été découverte en 1818 et isolée en 1865. Son activité nicotinique a été découverte dès 1912. Elle a été utilisée comme substitut de la cigarette durant la Seconde Guerre mondiale avant d'être proposée comme technique pour l'arrêt du tabagisme.

## Mode d'action
Il s'agit d'un agoniste partiel du récepteur α4β2 à la nicotine, comme la varénicline. Elle est absorbée rapidement et excrétée dans les urines sans subir de modification métabolique.

## Arrêt du tabagisme
La cytisine est employée dans ce cadre depuis des décennies en Europe de l'Est. Elle est prescrite sous la forme d'un médicament, le tabex, en Bulgarie et en Pologne,. Elle semble plus efficace qu'un placebo, et même que les substituts nicotiniques (même si la cytisine est moins bien tolérée), et son intérêt est d'autant plus important qu'elle est bien moins chère que les autres solutions pharmacologiques disponibles. Son utilisation dans cette indication n'est cependant pas autorisée dans l'Union européenne.

## Effets secondaires
Ce sont essentiellement une sécheresse buccale, des douleurs épigastriques, voire une dyspepsie, et des nausées. Le médicament est contre-indiqué chez la femme enceinte et allaitante.